# Roberto Astudillo
Roberto Astudillo (nacido en Rosario el 27 de diciembre de 1950) es un exfutbolista argentino. Se desempeñaba como marcador de punta derecho y debutó profesionalmente en Rosario Central.

## Carrera
Debutó en 1971 durante el Nacional; el 3 de noviembre los futbolistas profesionales determinaron una huelga en protesta ante la intención de AFA de derogar el Convenio de Trabajo vigente desde 1949.
La entidad madre del fútbol argentino dispuso la prosecución de los torneos, debiendo los clubes afrontar los partidos con futbolistas juveniles. En el caso de Rosario Central significaron tres encuentros durante el mes de noviembre, todos ganados: el 7 ante Racing Club (4-2), el 14 ante Vélez Sarsfield (2-1) y el 20 ante Boca Juniors (6-2). Astudillo jugó todos los partidos; cabe marcar que el equipo fue conducido en este periodo por Carlos Timoteo Griguol, entrenador de la reserva, delegado por el técnico de la primera Ángel Labruna, confiando en el mejor conocimiento de estos futbolistas. De esta forma, Astudillo tomó parte activa en la obtención del primer título para Rosario Central en la Primera División de AFA.
Continuó teniendo cierta participación en los torneos siguientes, formando parte del plantel campeón del Nacional 1973, aunque no sumó minutos en cancha en este torneo. Totalizó 21 presencias con la casaca auriazul.
Al finalizar el mismo fue transferido a All Boys, club en el que disputó 10 partidos; durante 1975 defendió los colores de Banfield, por espacio de 29 encuentros.

## Clubes
| Club            | País      | Año       |
| --------------- | --------- | --------- |
| Rosario Central | Argentina | 1971-1973 |
| All Boys        | Argentina | 1974      |
| Banfield        | Argentina | 1975      |

## Palmarés
| Título           | Equipo          | País      | Año    |
| ---------------- | --------------- | --------- | ------ |
| Primera División | Rosario Central | Argentina | N-1971 |
| Primera División | Rosario Central | Argentina | N-1973 |